# بلير توماس
بلير توماس (بالإنجليزية: Blair Thomas)‏ هو لاعب كرة قدم أمريكية أمريكي، ولد في 7 أكتوبر 1967 في فيلادلفيا في الولايات المتحدة.

## وصلات خارجية
- بلير توماس على موقع مرجع كرة القدم المحترفة.كوم (الإنجليزية)